# Rotbauchunke
Die Rotbauchunke (Bombina bombina), manchmal Tieflandunke oder Feuerkröte genannt, gehört innerhalb der Ordnung der Froschlurche zur „urtümlichen“ Familie Bombinatoridae und zur Gattung der Unken.

## Merkmale

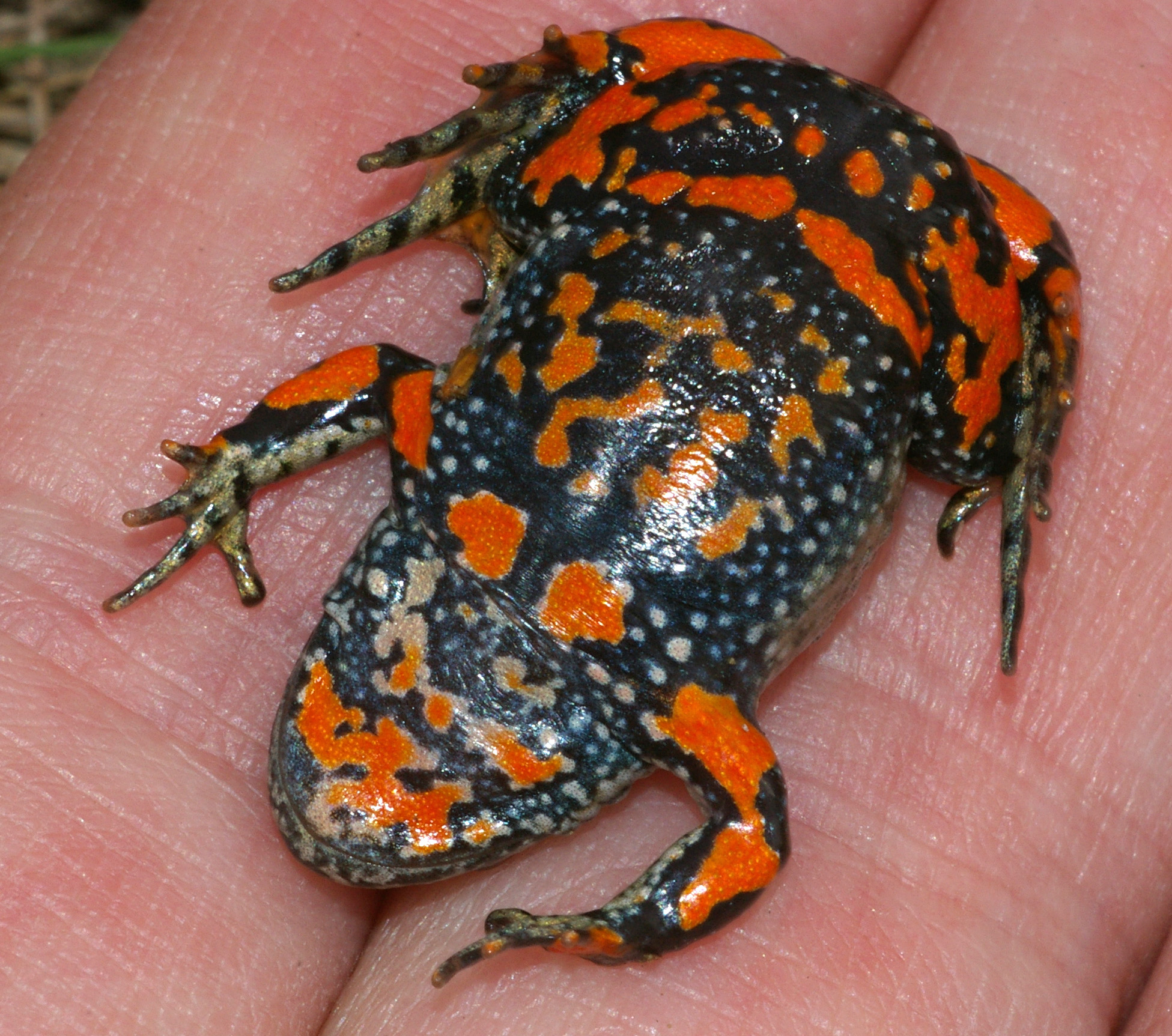
Bauchseite eines Jungtieres – neben der orange-roten Färbung sind auch die vielen weißen Punkte typisch

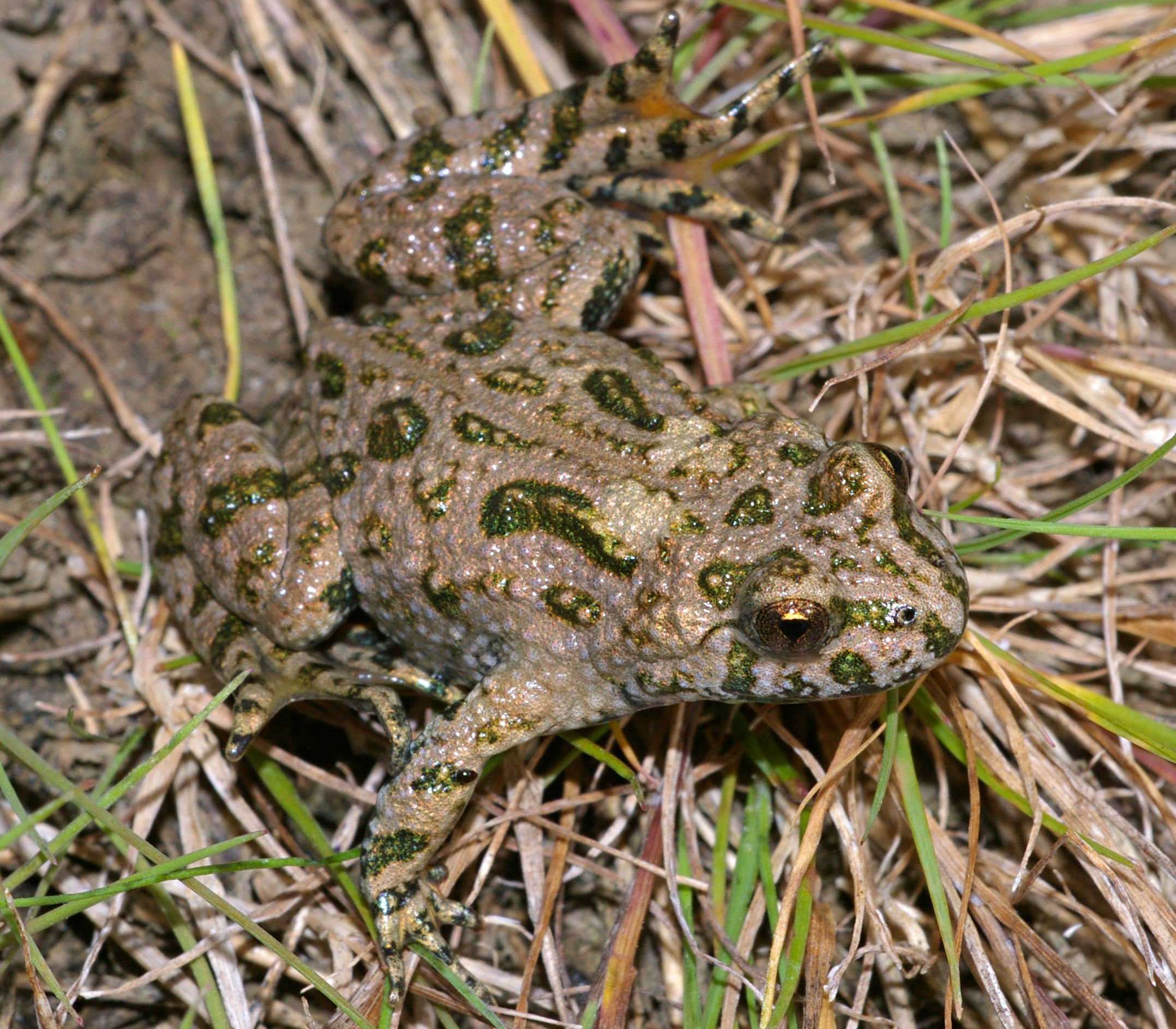
Oberseite eines sehr hellen und lebhaft gezeichneten Jungtieres – dasselbe wie auf dem Bauchseitenfoto

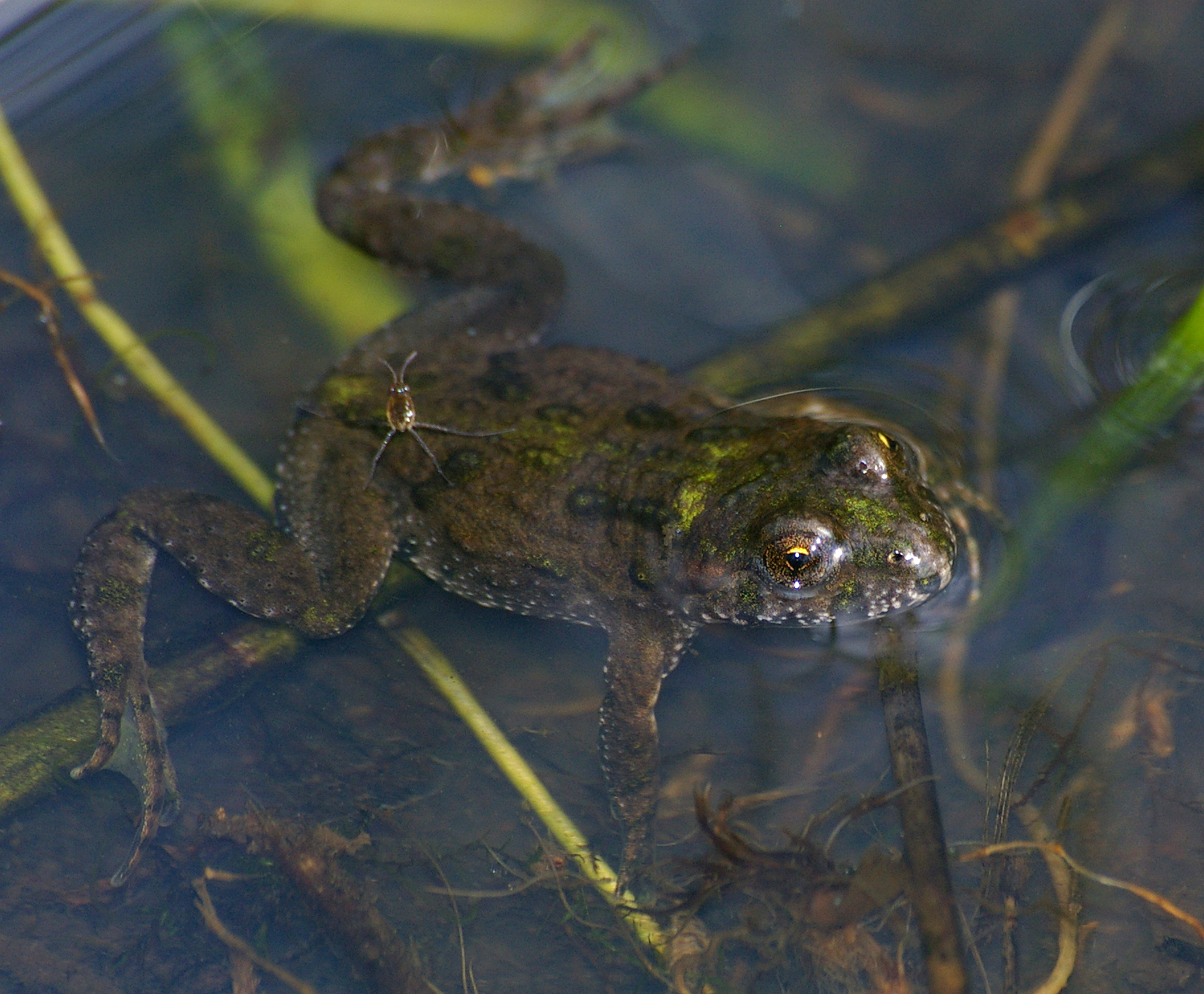
Oberseite eines dunkel gefärbten Jungtieres

Die Kopf-Rumpf-Länge von Männchen und Weibchen erreicht nur 45 (53) Millimeter, wobei die mitteleuropäischen Tiere meistens kleiner bleiben. Unken sind damit neben dem Laubfrosch und der etwas näher verwandten Geburtshelferkröte die kleinsten mitteleuropäischen Froschlurche. Auffällig im Vergleich etwa zu Echten Kröten sind der flache Kopf mit relativ eng zusammenstehenden Augen, der insgesamt abgeflachte Körper, das Fehlen von äußerlich sichtbaren Trommelfellen und Ohrdrüsen (Parotiden) sowie die herzförmigen bis dreieckigen Pupillen. Zur Paarungszeit lassen sich die Männchen durch dunkle Brunstschwielen am Unterarm und an den ersten beiden Fingern von Weibchen unterscheiden, außerdem besitzen sie (im Gegensatz zur Gelbbauchunke) große Kehlblasen, die beim Rufen sichtbar werden.
Die Oberseite des Körpers ist mit flachen Warzen besetzt, die kleine schwarze Hornstacheln aufweisen (nicht so deutlich wie bei der Gelbbauchunke), hell- bis dunkelgrau oder graubraun mit dunklen Flecken. Viele Individuen weisen auch grüne Nackenflecken auf. Die Unterseite inklusive der Arm- und Beininnenseiten ist dunkelgrau bis schwarz mit auffallenden orangen bis roten Flecken, die manchmal nur ein Fünftel der Fläche einnehmen, im Extremfall aber auch den größten Anteil. Meistens liegt der Anteil rötlicher Flecken bei etwas unter 50 Prozent. Die dunklen Partien sind mit vielen weißen Punkten besetzt. In der Haut kommen fünf Typen von Drüsen vor, darunter Gift- und Schleimdrüsen. Im Bereich des Kopfes ist die Dichte der Drüsen am größten und nimmt zum Körperende hin ab. Rotbauchunken verfügen über einen Farbwechsel und können ihre Rückenfärbung an hellen oder dunklen Untergrund anpassen. Der Farbwechsel findet nur bei der Grundfärbung statt, die dunklen Flecken verändern sich nicht.
Die innersten Finger und Zehen sowie insgesamt die Gliedmaßenspitzen sind im Gegensatz zur Gelbbauchunke nicht farbig gefleckt. Das bauchseitige Zeichnungsmuster ist individuell wie ein Fingerabdruck. Bei Bedrohung bildet die Rotbauchunke ein Hohlkreuz und biegt ihre Arme und Beine nach oben, so dass die rote Färbung der Unterseite teilweise zum Vorschein kommt. Diese sogenannte Kahnstellung oder auch Unkenreflex soll Feinden gegenüber als Warnsignal dienen („Vorsicht, giftig/ungenießbar!“).

## Rufe und Rufaktivität

### Rufe

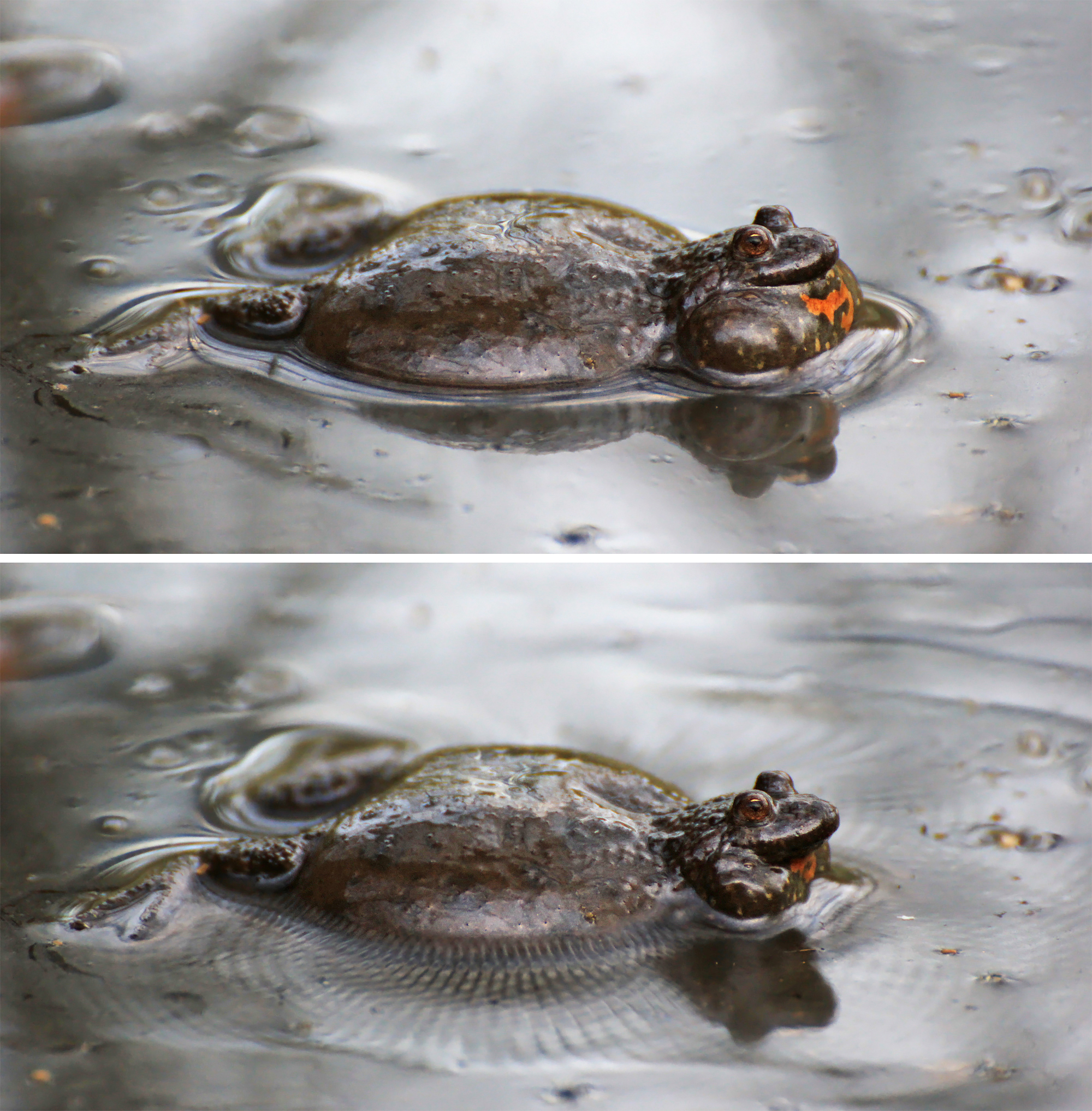
Rufendes Männchen (oben vor, unten während der Lautäußerung)

Die Paarungsrufe der Männchen stellen Klänge dar, die aus einer Grundfrequenz und bis zu sechs Obertönen bestehen. Aufgrund dieses harmonischen Frequenzaufbaus sind die Rufe für das menschliche Ohr wohlklingend. Bei einem 42 Millimeter großen Männchen und einer Wassertemperatur von 16 Grad Celsius beträgt die Grundfrequenz der Rufe im Mittel 480 Hertz, die Dauer 380 Millisekunden. Die untere Rufschwelle liegt bei 13 bis 14 Grad Wassertemperatur, die obere bei 33 bis 34 Grad. Da die Unken wechselwarm sind, unterliegen die Rufe dem Einfluss der Temperatur. Bei steigender Wassertemperatur nimmt die Anzahl der Rufe pro Minute zu und erhöht sich von zirka 11 Rufen pro Minute bei 13 Grad auf zirka 34 Rufe pro Minute bei 33 Grad. Außerdem erhöht sich bei zunehmender Wassertemperatur die Tonhöhe, während die Dauer der Rufe abnimmt. Auch die Körpergröße übt einen Einfluss auf die Rufe aus. Bei zunehmender Körperlänge nimmt die Rufdauer zu, während die Tonhöhe sinkt. Die Wiederholungsrate der Rufe ist von der Körpergröße und damit vom Alter der Männchen unabhängig.  Die Rufe werden manchmal mit denen der Zwergohreule, des Sperlingskauzes oder der Zwergrohrdommel verglichen.
Experimentell gelang die Hybridisierung von Rotbauchunken-Weibchen mit Gelbbauchunken-Männchen. Im Alter von 12 Monaten hatten die männlichen Nachkommen eine Körperlänge von 28–34 Millimeter, bei ihnen löste die Applikation von Choriongonadotropin anhaltendes Rufen aus. Alle wichtigen Rufmerkmale, wie Wiederholungsrate der Rufe, Rufdauer, Intervall zwischen den Rufen, Tonhöhe und Veränderung der Rufe unter dem Einfluss der Wassertemperatur, sind intermediär, wie auch die äußere Färbung der Männchen und die Größe ihrer Kehlblasen.
Als weitere Ruftypen mit spezifischen Funktionen kommen bei männlichen Rotbauchunken zwei Befreiungsrufe und ein Klammerungsruf vor. Diese Rufe bilden die Männchen in nicht aufgeblähtem Zustand, sie sind daher leise.

### Rufbildung
Der Mechanismus, mit dem die Männchen ihre Paarungsrufe erzeugen, unterscheidet sich von dem der „modernen“ Froschlurche (Neobatrachia) wie Kröten, Fröschen oder Laubfröschen. Erst füllen die auf dem Wasser liegenden oder teilweise untergetauchten Männchen durch pumpende Bewegungen des Kehlbodens ihre Lungen mit Luft. Dadurch heben sich die Männchen aus dem Wasser und liegen schließlich mit aufgeblähtem Körper auf der Wasseroberfläche. Ein Teil der Lungenluft strömt danach zurück in die Kehlblasen und lässt diese ebenfalls stark hervortreten. Die Rufe werden erzeugt, indem die Luft aus den Kehlblasen durch den Kehlkopf in die Lungen gepresst wird. Somit stellen bei den Rotbauchunken die Lungen funktionelle Schallblasen dar. Der Rückstrom der Luft in die Kehlblasen ist stimmlos. Dieser Rufmechanismus ist auch bei der Gelbbauchunke ausgebildet. Bei Lurchen anderer Gattungen werden dagegen die Rufe gebildet, wenn die Luft aus den Lungen in die Schallblasen strömt. Da bei den Unken der schallbildende Luftstrom der Einatmung entspricht, bei den anderen Lurchen dagegen der Ausatmung, wird zwischen der inspiratorischen Rufbildung der Unken und der exspiratorischen Rufbildung der anderen Lurche unterschieden.

### Rufverhalten
Rufende Rotbauchunken verteilen sich unregelmäßig auf der Wasseroberfläche und halten dabei einen Mindestabstand von 1 bis 1,5 Meter ein. Die Männchen behalten die gewählten Plätze mitunter über Stunden bei, sie rufen anhaltend mit nur gelegentlichen kurzen Pausen. Rufende Männchen zeigen Territorialverhalten. Nähert sich ein Männchen einer rufenden Unke auf 50 Zentimeter oder weniger, wird es angegriffen.

### Jahres- und Tagesgang der Rufaktivität
Im Jahresverlauf zeigen die Rotbauchunken zwischen April und Juli Rufaktivität, die sich in zwei oder drei, deutlich voneinander getrennte Rufperioden gliedert. Diese werden meist durch Regenfälle eingeleitet.
Der Tagesgang der Rufaktivität wird vornehmlich von der Wassertemperatur bestimmt. Da sie einem täglichen Wechsel unterliegt, der jahreszeitlich unterschiedlich abläuft, sind bei der Rotbauchunke drei verschiedene Tagesgänge der Rufaktivität zu erkennen. Während der ersten Rufperiode im April oder Mai liegt die Wassertemperatur am Morgen unter der unteren Rufschwelle, steigt tagsüber an und sinkt am Abend wieder unter die untere Rufschwelle ab. An diesen Tagen rufen die Männchen hauptsächlich tagsüber und verstummen am Abend bei Erreichen der unteren Rufschwelle. Die zweite Form der Rufaktivität ist gegeben, wenn die Sonneneinstrahlung stark ist, dadurch die obere Rufschwelle überschritten wird und die Wassertemperatur erst in der Nacht unter die untere Rufschwelle sinkt. Die Unken haben zwei Rufphasen, eine erste kurze am Morgen, wenn die Wassertemperatur von der unteren zur oberen Rufschwelle ansteigt, und eine zweite, verhältnismäßig lange am Abend, wenn die Wassertemperatur von der oberen zur unteren Rufschwelle absinkt. Die dritte Form des Rufens tritt an Tagen mit sehr hohen Temperaturen auf. Schon am Morgen überschreitet die Wassertemperatur die obere Rufschwelle und geht erst am Abend unter diese zurück. An diesen Tagen rufen die Unken am Abend und in der Nacht, gegen drei oder vier Uhr stellen sie schließlich das Rufen trotz günstiger Wassertemperatur ein.

### Rufe und Hormone
Außerhalb der natürlichen Rufzeit löst die Applikation von Choriongonadotropin, einem aus dem Blutserum trächtiger Stuten gewonnenen Hormon (PMSG = Pregnant Mare Serum Gonadotropin) bei männlichen Unken Rufaktivität aus. Die biologische Wirkung des Hormons entspricht der eines Hormons des Hypophysenvorderlappens. Bei Injektion von mindestens 250 Internationalen Einheiten PMSG beginnen die Männchen nach 8 bis 10 Stunden zu rufen. Sie geben Paarungs- und Befreiungsrufe ab und versuchen, andere Unken zu umklammern. Die experimentell ausgelösten Rufe unterscheiden sich nicht von den normalen Rufen. Die Rufaktivität hält bis zu drei Monate an und gliedert sich wie bei den Unken im natürlichen Habitat in bis zu vier Rufperioden. Bei kastrierten Männchen bleibt PMSG wirkungslos, das zerebrale Rufzentrum wird im Verein mit Testosteron aktiviert.

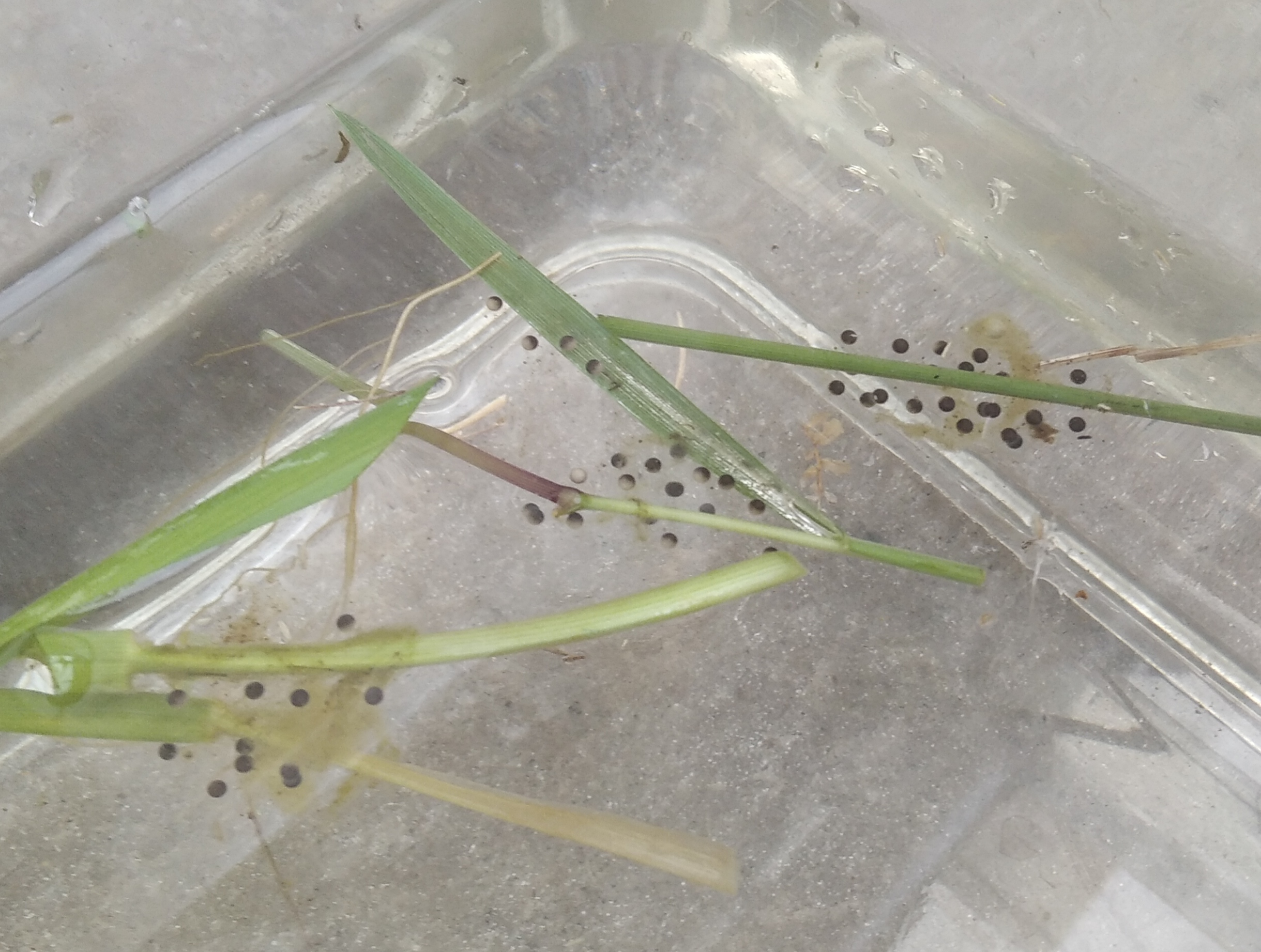

### Laich und Larven

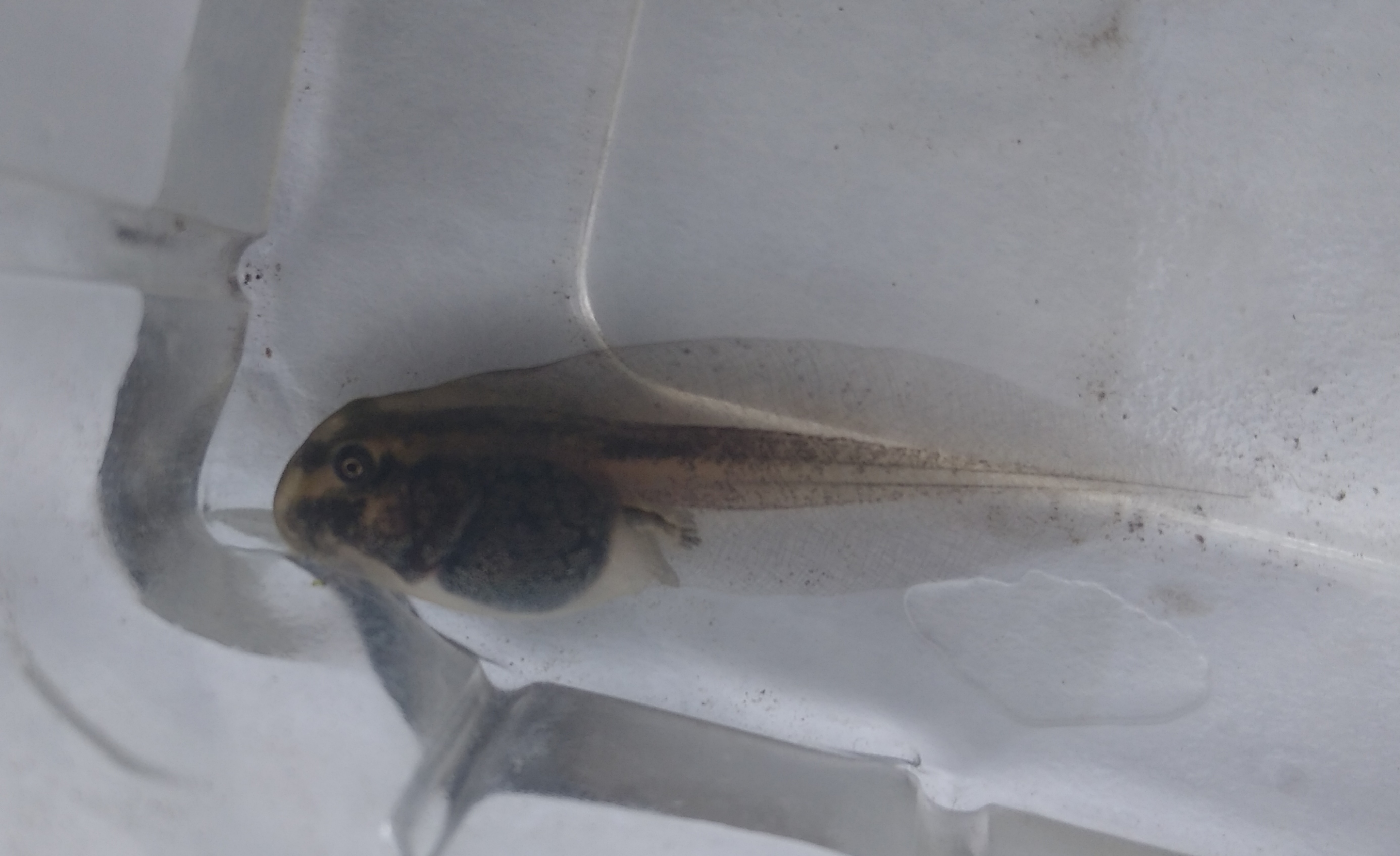
Larve der Rotbauchunke mit den charakteristischen Längsstreifen und dem hohen Flossensaum

Ein Weibchen bringt mehrere Laichklümpchen von je bis zu 30 Eiern hervor, insgesamt bis zu 300 Eier pro Saison. Deren Gallerthüllen haben einen Durchmesser von fünf bis acht Millimetern je Ei. Sie werden in geringer Wassertiefe an Pflanzen geheftet. Die Larven (Kaulquappen) werden bis 55 Millimeter lang. Ihr oberer Flossensaum ist hoch und reicht bis auf das vordere Rückendrittel; der Schwanz erreicht etwa das anderthalbfache der Kopf-Rumpf-Länge. Das Mundfeld ist fast dreieckig (bei Gelbbauchunkenlarven oval); charakteristisch sind zwei in Längsrichtung des Körpers verlaufende helle Streifen.

## Verbreitung und Lebensraum

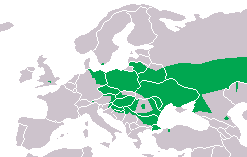
Verbreitungskarte gemäß [ IUCN-Daten

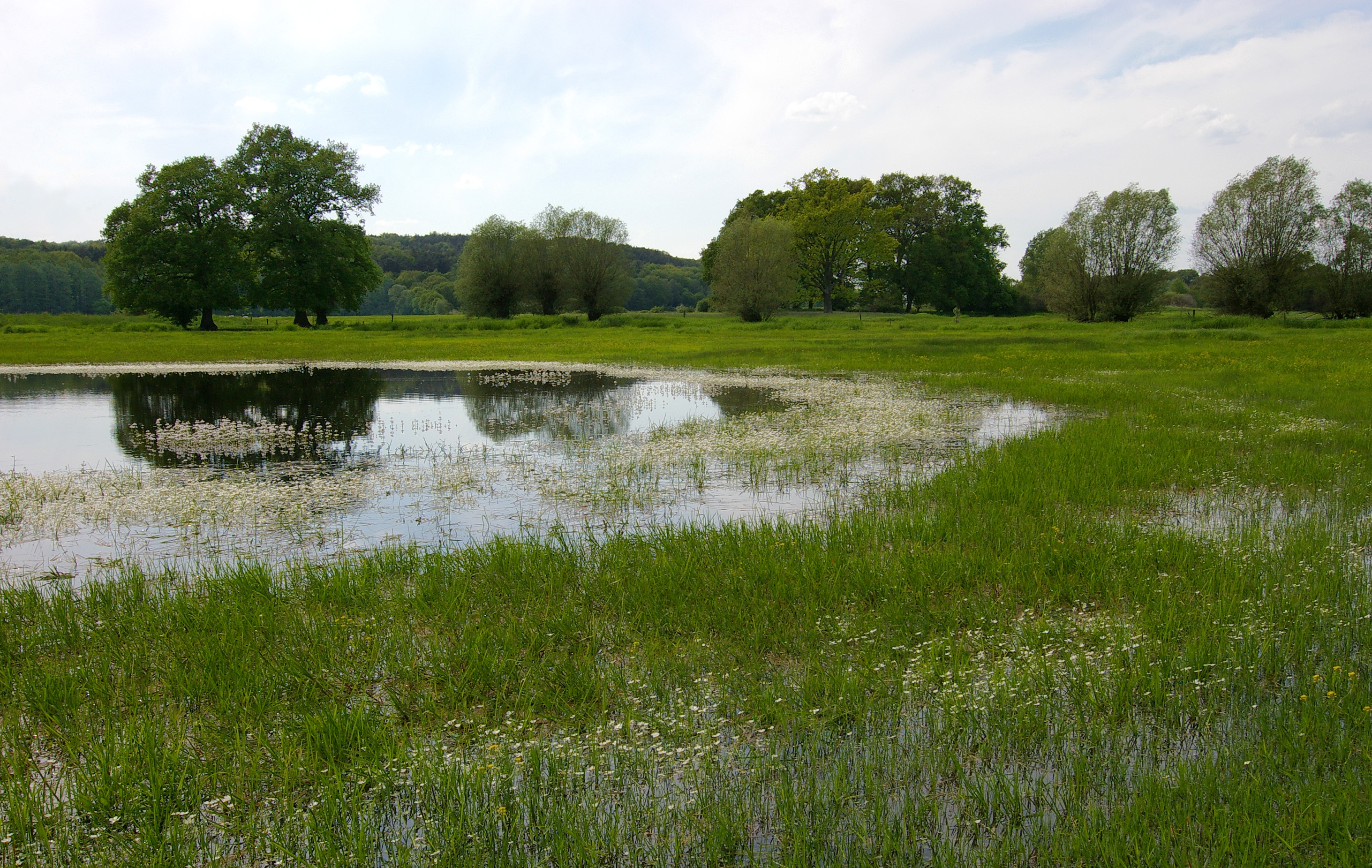
Qualmwassergeprägter Auentümpel an der mittleren Elbe als typisches Rotbauchunken-Biotop

Das Verbreitungsgebiet konzentriert sich im östlichen und mittleren Europa (= kontinentale biogeografische Region); nordwestlich reicht es bis nach Südschweden, Dänemark, Ostholstein und Nordost-Niedersachsen, im Süden bis nach Bulgarien. Die Hauptverbreitungsareale innerhalb Deutschlands liegen in Brandenburg und Mecklenburg-Vorpommern. An ihrer nordwestlichen Verbreitungsgrenze hat die Rotbauchunke starke Bestandseinbußen zu verzeichnen. In Niedersachsen beispielsweise beschränken sich die rezenten Nachweise mittlerweile auf die Elbtalniederung. Der höchstgelegene Fundort im Gesamtareal liegt auf 730 m NN in Westböhmen. Gemeinsame Vorkommen mit der Gelbbauchunke schließen sich in vielen Regionen unter anderem wegen der unterschiedlichen Lebensraumansprüche aus – Ausnahmen sind etwa der Osten Österreichs (beispielsweise das Burgenland), Tschechien und Rumänien.
Bevorzugte Biotope sind besonnte, vegetationsreiche, fischfreie Flachgewässer mit starker jahreszeitlicher Wasserstandsdynamik (saisonale Überschwemmungen) wie das Brandenburger Reichardtsluch; diese werden vom Frühling bis zum Herbst besiedelt. Im  jungpleistozänen nordostdeutschen Tiefland bilden sogenannte Sölle typische Lebensräume. Im September/Oktober erfolgt die Rückwanderung in die Winterquartiere über Distanzen von bis zu einem Kilometer. Überwinterungsplätze sind vor allem Gehölze mit Totholz und Laub sowie gelegentlich Lesesteinhaufen. Der Reproduktionserfolg unterliegt starken jährlichen Schwankungen, abhängig von Temperatur und Niederschlag.

## Nahrung
Die Larven ernähren sich vor allem von organischem Aufwuchs (Algen, Bakterien) an Pflanzenstängeln und Steinen im Wasser. Entwickelte Unken nehmen ausschließlich lebende tierische Nahrung (zum Beispiel Insekten) auf, die sie überwiegend im oder am Gewässer fangen. Ukrainische Rotbauchunken ernähren sich beispielsweise zu 50 Prozent von Zuckmücken und deren Larven und zu 20 Prozent von Käfern.
Die Eignung eines Gewässers als Sommerlebensraum für Unken hängt entscheidend von Art und Umfang seiner Bioproduktion ab, weshalb Laichplatz und Sommerlebensraum nicht immer identisch sind. Unken pendeln daher (meist nachts) zwischen unterschiedlichen Gewässern.

## Gefährdung

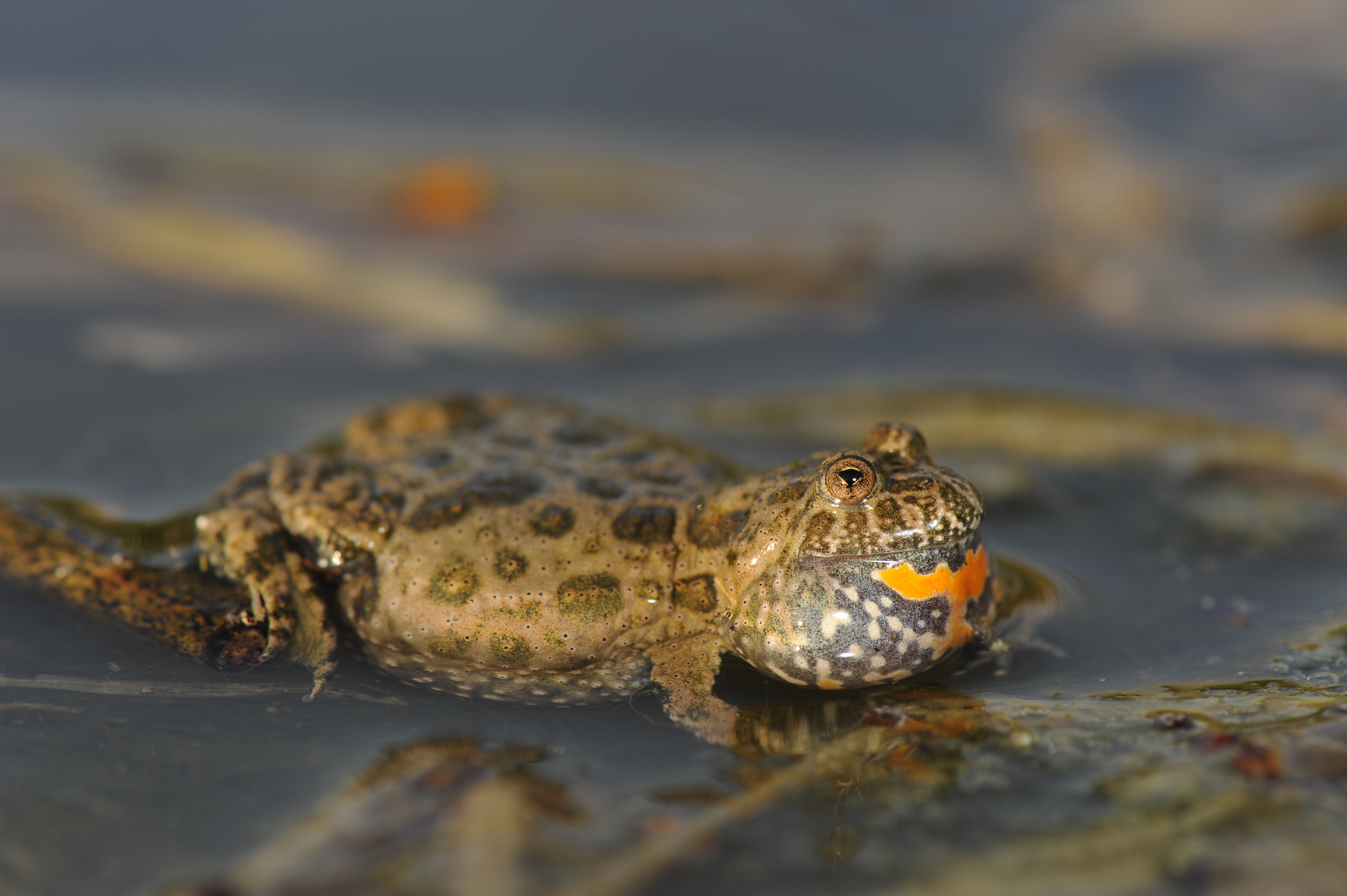
Rufende Rotbauchunke

Eine Gefährdung der Rotbauchunke entsteht vor allem durch den Lebensraumverlust infolge von Flussbegradigungen und Deichbau sowie großräumiger Flächenentwässerung. Auch direkte Gewässerzerstörung durch Verfüllung wirkt sich auf die Tiere aus, ebenso wie eine intensive Landwirtschaft und eine Verinselung, also eine Fragmentierung der Habitate, beispielsweise durch Straßen. Vor allem an der westlichen und nordwestlichen Arealgrenze ist die Art meist stark bedroht. Die Internationale Rote Liste der IUCN stuft sie dagegen als least concern, also ungefährdet ein. Grund dafür ist unter anderem die noch recht gute Bestandssituation in Ost-/Südosteuropa.
Gesetzlicher Schutzstatus (Auswahl)
- Fauna-Flora-Habitat-Richtlinie (FFH-RL): Anhänge II und IV (es sind eigens Schutzgebiete auszuweisen / streng zu schützende Art)
- Bundesnaturschutzgesetz (BNatSchG): streng geschützt

Nationale Rote Liste-Einstufungen (Auswahl)
- Rote Liste Bundesrepublik Deutschland: 2 – stark gefährdet
- Rote Liste Österreichs: VU (entspricht: gefährdet)
- Rote Liste der Schweiz: (diese Art kommt hier nicht vor)